# Макеєв Валентин Миколайович
Валентин Миколайович Макеєв (10 квітня 1930, Камишинське робітниче селище, тепер місто Корольов Московської області, Російська Федерація — 1999, місто Москва) — радянський державний діяч, заступник голови Ради міністрів СРСР, секретар ВЦРПС, 2-й секретар Московського міського комітету КПРС. Член ЦК КПРС у 1976—1986 роках. Депутат Верховної Ради СРСР 9—10-го скликань. Кандидат технічних наук (1958), доцент (1961), професор.

## Життєпис
Народився в родині робітника.
У 1948—1953 роках — студент будівельного факультету Московського інженерно-економічного інституту імені Серго Орджонікідзе.
У 1953—1954 роках — інспектор відділу будівництва Міністерства культури СРСР.
У 1954—1957 роках — аспірант Московського інженерно-економічного інституту імені Серго Орджонікідзе.
Член КПРС з 1956 року.
У 1958—1962 роках — старший викладач, доцент кафедри технології будівельного виробництва, в 1962—1964 роках — проректор з наукової роботи Московського інженерно-економічного інституту імені Серго Орджонікідзе. Одночасно в 1961—1964 роках — секретар партійного комітету інституту.
У 1964—1969 роках — 2-й секретар, у 1969—1976 роках — 1-й секретар Бауманського районного комітету КПРС міста Москви.
5 лютого — 21 липня 1976 року — секретар Московського міського комітету КПРС.
21 липня 1976 — 27 жовтня 1980 року — 2-й секретар Московського міського комітету КПРС.
23 жовтня 1980 — 20 січня 1983 року — заступник голови Ради міністрів СРСР.
19 січня 1983 — листопад 1990 року — секретар Всесоюзної центральної ради професійних спілок (ВЦРПС).
З січня 1991 року — персональний пенсіонер союзного значення в Москві.
Помер у 1999 році. Похований в Москві на Ваганьковському цвинтарі.

## Нагороди і звання
- орден Леніна (9.04.1980)
- орден Жовтневої Революції
- орден Трудового Червоного Прапора
- орден «Знак Пошани»
- медалі